# Жан Буридан
Жан Буридан (око 1295 - око 1361) био је схоластички филозоф, Окамов ученик, професор и ректор Универзитета у Паризу. Живео је између 1300. и 1358. године, a тачне године рођења и смрти нису познате. Врло мало се зна о Буридановом животу. Познато је да се попео на Мон Венто знатно пре Петрарке.

## Каријера
Буридан је био филозоф номиналист. Био је логичар пре него теолог и бавио се питањима формалне логике ради њих самих, а не због доказивања неке доктрине. У својим логичким делима („Sophismata“ и „Consequentiae“) расправља о модалној логици и парадоксима самореференције.
Осим логиком, бавио се и кретањем бачених тела и небеском механиком. Критиковао је традиционалне аргументе против кретања Земље око своје осе. Проучавао је и проблем слободне воље и заступао мишљење да је тај проблем логички нерешив. Наводно, то је доказивао на примеру неодлучног магарца („Буриданов магарац“), који је, стављен између два иста пласта сена, угинуо од глади, јер није могао да се определи према којем ће се окренути. Међутим, у Буридановим делима тог примера нема. Могуће је да су му га приписали други, у циљу оспоравања. Ипак, није немогуће да је он у својим предавањима спомињао пример с магарцем. Био је врло добар познавалац и критичар Аристотеловог дела, а он је, у расправи О небу, говорио о неодлучном човеку који стоји на идентичној удаљености од јела и пића, трпи глад и жеђ, али се не помера.